# I Am a Fugitive from a Chain Gang
I Am a Fugitive from a Chain Gang é um filme estadunidense de 1932 do gênero drama policial, dirigido por Mervyn LeRoy para a Warner Bros. 
A expressão "chain gang" (literalmente, quadrilha da corrente) é usado no filme com o significado de "trabalhos forçados", realizados por presidiários acorrentados o tempo todo.

## Elenco
- Paul Muni ...... James Allen
- Glenda Farrel ...... Marie
- Helen Vinson ...... Helen
- Noel Francis ...... Linda
- Preston Foster ...... Pete
- Allen Jenkins ...... Barney Sykes
- Robert Warwick ...... Fuller
- David Landau ...... guarda

## Sinopse
Após o término da Primeira Guerra, Allen torna-se um vagabundo sem dinheiro. Quando assiste a outro homem cometendo um furto, é condenado injustamente a dez anos de cadeia, numa prisão na Geórgia (cujo nome não é citado no filme). Lá, é dirigido aos trabalhos forçados  e castigado cruelmente por guardas sádicos. Com a ajuda de outro prisioneiro, escapa e parte determinado em busca do sonho que tem de se tornar um engenheiro.